# Point K
Pour l’article ayant un titre homophone, voir Poinca.
 (mars 2025).
Si vous disposez d'ouvrages ou d'articles de référence ou si vous connaissez des sites web de qualité traitant du thème abordé ici, merci de compléter l'article en donnant les références utiles à sa vérifiabilité et en les liant à la section « Notes et références ».

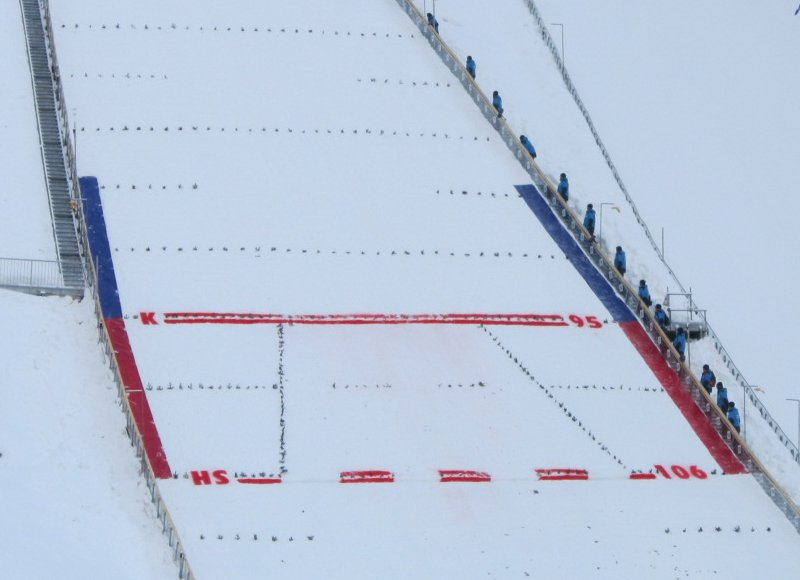
Le « point K », ici à 95 mètres matérialisé par la ligne rouge continue, est à la jonction des bandes latérales bleues et rouges.

Le point K, point critique ou point de construction, est un point caractéristique d'un tremplin de saut à ski. Ce point est situé sur la zone d'atterrissage, au-delà du point P et en deçà du « point L » qui détermine la « taille du tremplin  » dite HS. La pente de la piste, continue depuis le point P, se réduit graduellement à partir du point K.

## Dénomination des tremplins
Cette taille exprimée en mètres peut être utilisée pour déterminer la taille des tremplins, et pour les nommer. Elle n'est plus officielle depuis 2004, la donnée retenue étant depuis la « taille du tremplin », également appelé HS pour hill size. Ainsi, le gros tremplin du Praz de Courchevel désigné comme un « K120 » est un « HS 132 » selon la dénomination officielle retenue par la Fédération internationale de ski.

## Calcul des points en concours
Le point K d'un tremplin est la base retenue pour le calcul des points sanctionnant chaque saut en concours : un saut effectué sur ce point apporte 60 points au sauteur, les sauts plus courts étant crédités de moins de points et les sauts plus longs en apportant plus, selon un barème propre à chaque tremplin en fonction de sa taille.